# Skin (cortometraggio 2018)
Skin è un cortometraggio del 2018 scritto e diretto da Guy Nattiv.
Con protagonisti Jonathan Tucker, Danielle Macdonald, Jackson Robert Scott e Lonnie Cahvis, ha vinto l'Oscar al miglior cortometraggio ai Premi Oscar 2019.

## Trama
Un piccolo supermercato in una città di colletti blu, un uomo di colore sorride a un ragazzino bianco di 10 anni dall'altra parte della cassa. Questo innocuo momento porta due gang piene di odio in una guerra spietata che si conclude con una reazione scioccante. 

## Opere collegate
Il regista ha realizzato nello stesso anno anche un lungometraggio con lo stesso titolo, Skin, la cui trama non è collegata al cortometraggio.